# Crypsithyris ruwenzorica
Crypsithyris ruwenzorica är en fjärilsart som beskrevs av László Anthony Gozmány. Crypsithyris ruwenzorica ingår i släktet Crypsithyris och familjen äkta malar. Inga underarter finns listade i Catalogue of Life.